# Ancylostoma
Genre
Ancylostoma (ou Ankylostoma) est un genre de nématodes (les nématodes sont un embranchement de vers non segmentés, recouverts d'une épaisse cuticule et menant une vie libre ou parasitaire).
Les Ancylostoma peuvent induire l'ankylostomose.

## Liste des sous-genres
Selon BioLib (23 nov. 2018) :
- sous-genre Ancylostoma Dubini, 1843
- sous-genre Ceylancylostoma Lane, 1916

## Liste des espèces
Selon NCBI (23 nov. 2018) :
- Ancylostoma ailuropodae
- Ancylostoma braziliense
- Ancylostoma caninum
- Ancylostoma ceylanicum
- Ancylostoma duodenale
- Ancylostoma tubaeforme